# 매기 마
매기 마(Maggie Ma, 1982년 7월 9일 ~ )는 캐나다의 배우이다.

## 출연 작품
- 카프리카 (2010)
- 아이 러브 유, 베스 쿠퍼 (2009)
- 데이 웨이트 (2007)
- 우리가 불 속에서 잃어버린 것들 (2007)
- 인비저블 (2007)
- 존 터커 머스트 다이 (2006)
- 데스티네이션 3 - 파이널 데스티네이션 (2006)